# Чифуская конвенция
Чифуская конвенция 1876 года (англ. The Chefoo Convention; кит. 烟台条约) — международный договор между Цинской империей и Великобританией, подписанный английским дипломатом сэром Томасом Фрэнсисом Уэйдом и китайским сановником Ли Хунчжаном в городе Чжифу (ныне район Яньтая) 21 августа 1876 года. 
В историографии описывается также как Конвенция Чифу, Чжифуский договор или как Яньтайский договор. Современные китайские (как ранее и советские) историки относят его к категории «Неравных (неравноправных) договоров» заключённых в середине XIX — начале XX века. Конвенция урегулировала дело Маргари в обмен на существенные расширенные коммерческие уступки Великобритании.
Конвенция состояла из шестнадцати статей и была разделена на три раздела. Первый раздел касался решения дела об убийстве британского чиновника Августа Раймонда Маргари, призывая к наказанию людей, причастных к этому убийству, и предусматривая выплату компенсации родственникам Маргари. Второй раздел касался официальных отношений между двумя империями и уточнял экстерриториальные привилегии британских подданных в Китае. Последний раздел касался торговли, запрещая взимание Лицзина в договорных портах, ставя вне закона другие формы налогов на иностранные товары и открывая ряд новых договорных портов.
Одним из практических результатов договора стало то, что официальная миссия принесения извинений Британии, возглавляемая Го Сунтао, стала постоянной дипломатической миссией в Великобритании, открыв путь для постоянного зарубежного представительства Китая.
Чифуская конвенция была немедленно ратифицирована правительством Цин, но не была ратифицирована Великобританией до июля 1885 года из-за критики и противодействия со стороны британских торговцев опиумом в Калькутте и Бомбее, а также со стороны правительства Британской Индии.